# محله هوایی پونتیاک
محله هوایی پونتیاک (به انگلیسی: Pontiac Airpark) یک فرودگاه خصوصی است . این فرودگاه در کشور کانادا قرار دارد و در ارتفاع ۶۶ متری از سطح دریا واقع شده است.